# Vila Flor
Vila Flor ist eine  Kleinstadt (Vila) und ein Kreis (Concelho) in Portugal mit 2264 Einwohnern (Stand 30. Juni 2011).

## Geschichte
Erste Stadtrechte (Foral) erteilte König D.Dinis dem Ort im Jahr 1286. Den bis dahin gebräuchlichen Ortsnamen Póvoa d´Álem Sabor (dt. etwa: Ortschaft hinter dem Sabor) änderte der König in dem Zuge in den aktuellen Namen Vila Flor (dt. etwa: Blumen-Kleinstadt). 1295 ließ D. Dinis den Ort zudem von einer Befestigungsmauer mit fünf Toren umschließen.
Einigen Aufschwung erlebte der Ort im weiteren Verlauf des Mittelalters, als im Zuge der Vertreibungen von Juden im übrigen Europa sich einige jüdische Familien hier niederließen. König Manuel I. ließ die Juden dann jedoch ebenfalls vertreiben, bevor er 1512 dem Ort neue Stadtrechte erteilte.

## Kultur und Sehenswürdigkeiten
Unter den Baudenkmälern des Ortes sind historische öffentliche Gebäude, Herrenhäuser und herrschaftliche Privathäuser, Sakralbauten und steinerne Brunnenanlagen, darunter die ursprünglich im 15. Jahrhundert errichtete, römisch genannte, manieristische Fonte Romana. Zu den verschiedenen geschützten Sakralbauten des Ortes zählen u. a. die einschiffige, manieristisch-barocke Hauptkirche Igreja Paroquial de Vila Flor (auch Igreja de São Bartolomeu). Ihre Fassade ist bis zu den Glockentürmen mit Azulejos verkleidet und birgt im Inneren u. a. barocke Altarretabel aus vergoldetem Holz (Talha dourada) und eine mit Malereien ausgestattete Kassettendecke aus poliertem Holz.
Der historische Ortskern umfasst u. a. das verbliebene Tor der Festungsmauern (Arco D.Dinis) und mittelalterliche Gassen mit einigen manuelinischen Häusern. Er steht als Gesamtheit ebenfalls unter Denkmalschutz.
Das zentral gelegene städtische Museum Museu Municipal Dra Berta Cabral ist in einem Herrenhaus aus dem 13. Jahrhundert untergebracht und zeigt regionale archäologische, numismatische, sakrale und Kunst-Sammlungen, dazu ist eine Sammlung afrikanischen Kunsthandwerks zu sehen. In den verschiedenen Räumen des Centro Cultural de Vila Flor finden Konzerte, Kinovorführungen, Theateraufführungen und Ausstellungen statt. Der moderne städtische Bibliothekskomplex Biblioteca Municipal und das Heimatmuseum Casa Museu da Família Vila Real in Benlhevai sind weitere Kulturstätten des Kreises.
Mit dem jährlich im Sommer veranstalteten gastronomischen Terra Flor-Festival, das von weiteren Veranstaltungen begleitet wird, stellt der Kreis seine Spezialitäten vor, darunter insbesondere der lokale Wein des Douro-Weinbaugebiets, und das hiesige, ökologisch hergestellte und herkunftsgeschützte Olivenöl der Region Trás-os-Montes (DOP).

### Tourismus
Der Fremdenverkehr findet hier vornehmlich saisonal und in Form des Individualtourismus statt. So kommen etwa zur Mandelblüte (Mitte Februar bis Mitte März), zum frühsommerlichen Gastronomiefestival oder zum Sommerurlaub Gäste, die vornehmlich in den außerhalb gelegenen modernisierten traditionellen Häusern des Turismo rural (bzw. Agro-Turismo), in den wenigen Privat-Hotels und Pensionen im Ort selbst, oder auf dem hiesigen Campingplatz Quartier nehmen.

## Verwaltung

### Kreis
Vila Flor ist Sitz eines gleichnamigen Kreises. Die Nachbarkreise sind (im Uhrzeigersinn im Norden beginnend): Mirandela, Alfândega da Fé, Torre de Moncorvo sowie Carrazeda de Ansiães.
Mit der Gebietsreform im September 2013 wurden mehrere Gemeinden zu neuen Gemeinden zusammengefasst, sodass sich die Zahl der Gemeinden von zuvor 19 auf 14 verringerte.
Die folgenden Gemeinden (Freguesias) liegen im Kreis Vila Flor: 

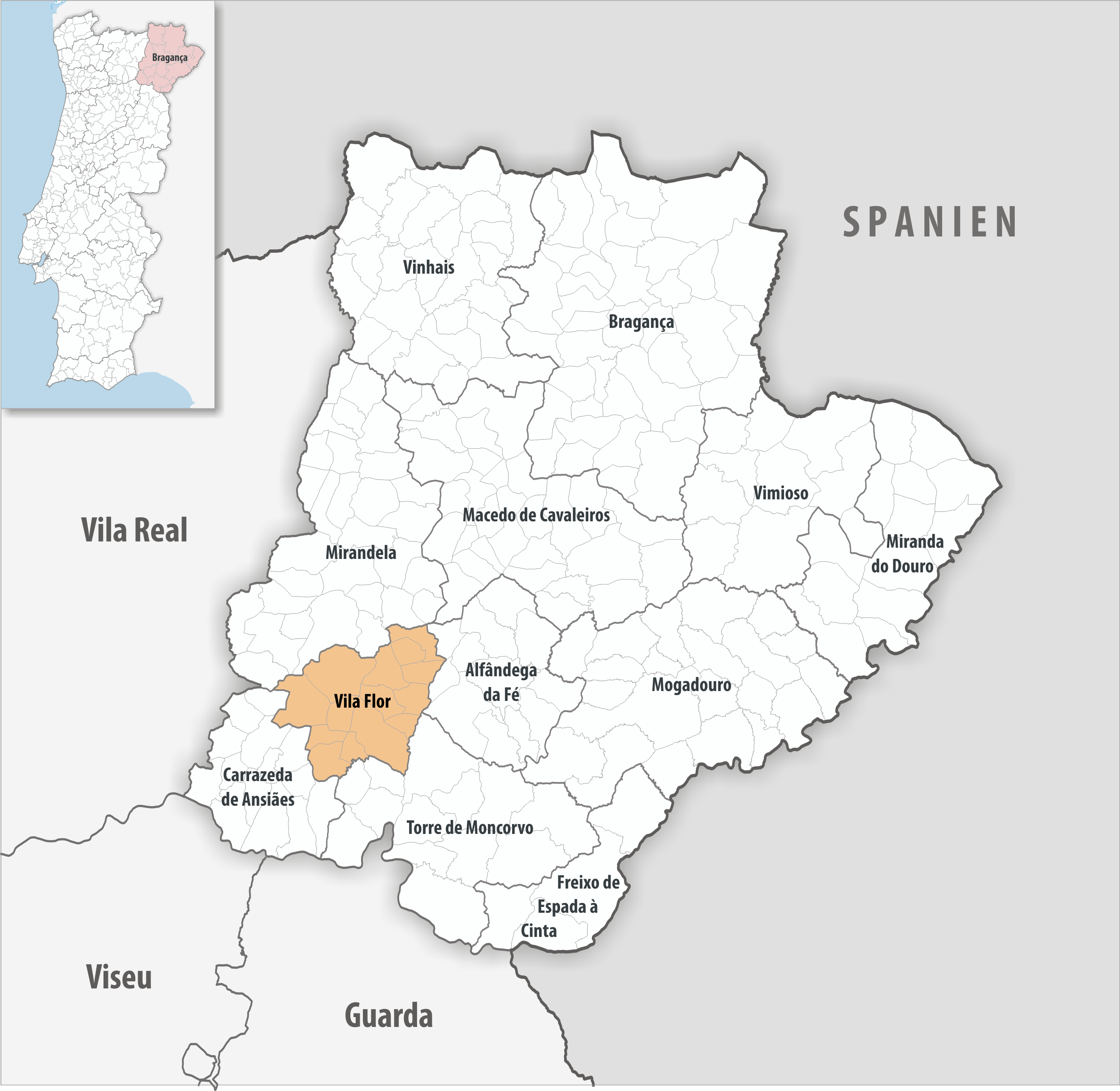
Kreis Vila Flor

| Gemeinde                           | Einwohner (2021) | Fläche km² | Dichte Einw./km² | LAU- Code |
| ---------------------------------- | ---------------- | ---------- | ---------------- | --------- |
| Assares e Lodões                   | 214              | 14,26      | 15               | 041020    |
| Benlhevai                          | 235              | 11,35      | 21               | 041002    |
| Candoso e Carvalho de Egas         | 222              | 10,02      | 22               | 041021    |
| Freixiel                           | 527              | 34,74      | 15               | 041005    |
| Roios                              | 148              | 15,30      | 10               | 041009    |
| Samões                             | 338              | 13,48      | 25               | 041010    |
| Sampaio                            | 137              | 8,62       | 16               | 041011    |
| Santa Comba da Vilariça            | 360              | 12,19      | 30               | 041012    |
| Seixo de Manhoses                  | 404              | 9,03       | 45               | 041013    |
| Trindade                           | 116              | 14,98      | 8                | 041014    |
| Vale Frechoso                      | 154              | 19,30      | 8                | 041015    |
| Valtorno e Mourão                  | 319              | 19,31      | 17               | 041022    |
| Vila Flor e Nabo                   | 2.351            | 40,26      | 58               | 041023    |
| Vilas Boas e Vilarinho das Azenhas | 525              | 42,96      | 12               | 041024    |
| Kreis Vila Flor                    | 6.050            | 265,80     | 23               | 0410      |

### Bevölkerungsentwicklung
| Einwohnerzahl im Kreis Vila Flor (1801–2011) | Einwohnerzahl im Kreis Vila Flor (1801–2011) | Einwohnerzahl im Kreis Vila Flor (1801–2011) | Einwohnerzahl im Kreis Vila Flor (1801–2011) | Einwohnerzahl im Kreis Vila Flor (1801–2011) | Einwohnerzahl im Kreis Vila Flor (1801–2011) | Einwohnerzahl im Kreis Vila Flor (1801–2011) | Einwohnerzahl im Kreis Vila Flor (1801–2011) | Einwohnerzahl im Kreis Vila Flor (1801–2011) | Einwohnerzahl im Kreis Vila Flor (1801–2011) |
| -------------------------------------------- | -------------------------------------------- | -------------------------------------------- | -------------------------------------------- | -------------------------------------------- | -------------------------------------------- | -------------------------------------------- | -------------------------------------------- | -------------------------------------------- | -------------------------------------------- |
| 1801                                         | 1849                                         | 1900                                         | 1930                                         | 1960                                         | 1981                                         | 1991                                         | 2001                                         | 2011                                         |                                              |
| 3309                                         | 4069                                         | 9812                                         | 9889                                         | 11834                                        | 9719                                         | 8828                                         | 7913                                         | 6697                                         |                                              |

### Kommunaler Feiertag
- 24. August

## Söhne und Töchter
- Antonio de Montezinos (1604–1648), marranischer Reisender und angeblich Entdecker der verlorenen Stämme Israels in Übersee
- Manuel António de Moura (1838–1921), Maler und Restaurator
- António Trigo de Morais (1895–1966), Bauingenieur, Hochschullehrer und Kolonialpolitiker
- Cármen Santos (1904–1952), Schauspielerin, Filmregisseurin und -produzentin in Brasilien
- Júlia D'Almendra (1904–1992), Violinistin und Musikwissenschaftlerin
- Adelina Campos (1905–2008), Schauspielerin
- Miller Guerra (1912–1993), Arzt und Politiker
- Graça Morais (* 1948), Malerin
- Tino Navarro (* 1954), Filmproduzent, Regisseur, Drehbuchautor und Schauspieler

## Gemeindepartnerschaft
Mit der spanischen Gemeinde Santa María del Páramo in der Provinz León (Kastilien-León) besteht eine Partnerschaft.